# Symmorphus
Symmorphus is een geslacht van vliesvleugelige insecten van de familie plooivleugelwespen (Vespidae).

## Soorten
- S. allobrogus (Saussure, 1855)
- S. angustatus (Zetterstedt, 1838)
- S. bifasciatus (Linnaeus, 1761)
- S. connexus (Curtis, 1826)
- S. crassicornis (Panzer, 1798)
- S. debilitatus (Saussure, 1855)
- S. declivis Harttig, 1932
- S. fuscipes (Herrich-Schäffer, 1838)
- S. gracilis (Brullé, 1832)
- S. murarius (Linnaeus, 1758)